# Millennium (bokserie)
För andra betydelser, se Millennium (olika betydelser).
Millennium är tre deckare skrivna av Stieg Larsson. Innan han dog hann han skriva färdigt och lämna in böckerna till Norstedts Förlag som valde att publicera dem, och det blev en stor succé. Millennium är de svenska böcker som sålt bäst någonsin.
I slutet på 2013 gick Norstedts förlag ut med att David Lagercrantz skulle skriva en uppföljare som bygger vidare på serien och hade för tillfället bara skrivit kontrakt för att skriva den fjärde delen, som utkom 2015. De femte och sjätte romanerna i serien kom ut september 2017 respektive augusti 2019.
22 november 2021 gick bokförlaget Polaris ut med att man hade tagit över rättigheterna till serien och skulle ge ut ytterligare böcker. 6 december samma år kom beskedet att författaren Karin Smirnoff fått uppdraget att skriva en tredje Millennium-trilogi. Den första boken i den trilogin kom ut i november 2022.

## Tillkomst
Det första manuset skickades 2003 till Piratförlaget, men de var inte intresserade. Istället kontaktades Norstedts förlag som våren 2004 beslutade att ge ut böckerna. Stieg Larsson fick ett förskott på 590 000 kronor. Han hade planerat att skriva tio böcker om Mikael Blomkvist och hade handlingens huvuddrag för de sex första romanerna klar. De tre första romanerna var klara vid hans bortgång och han hade skrivit 320 sidor på den fjärde romanen. Efter hans bortgång blev det en tvist om arvet. Larsson var i många år sambo med Eva Gabrielsson, men eftersom han inte upprättat något testamente eller samboavtal blev det hans bror och pappa som ärvde upphovsrätten och inkomsterna från böckerna. De förvaltar idag rättigheterna genom bolaget Moggliden AB, med Joakim Larsson som VD, namngivet efter byn där Larsson växte upp. Gabrielsson har dock datorn med det ofärdiga utkastet till en fjärde bok i serien i sin besittning. Arbetsnamnet på manuset är "Guds hämnd".

## Böckerna

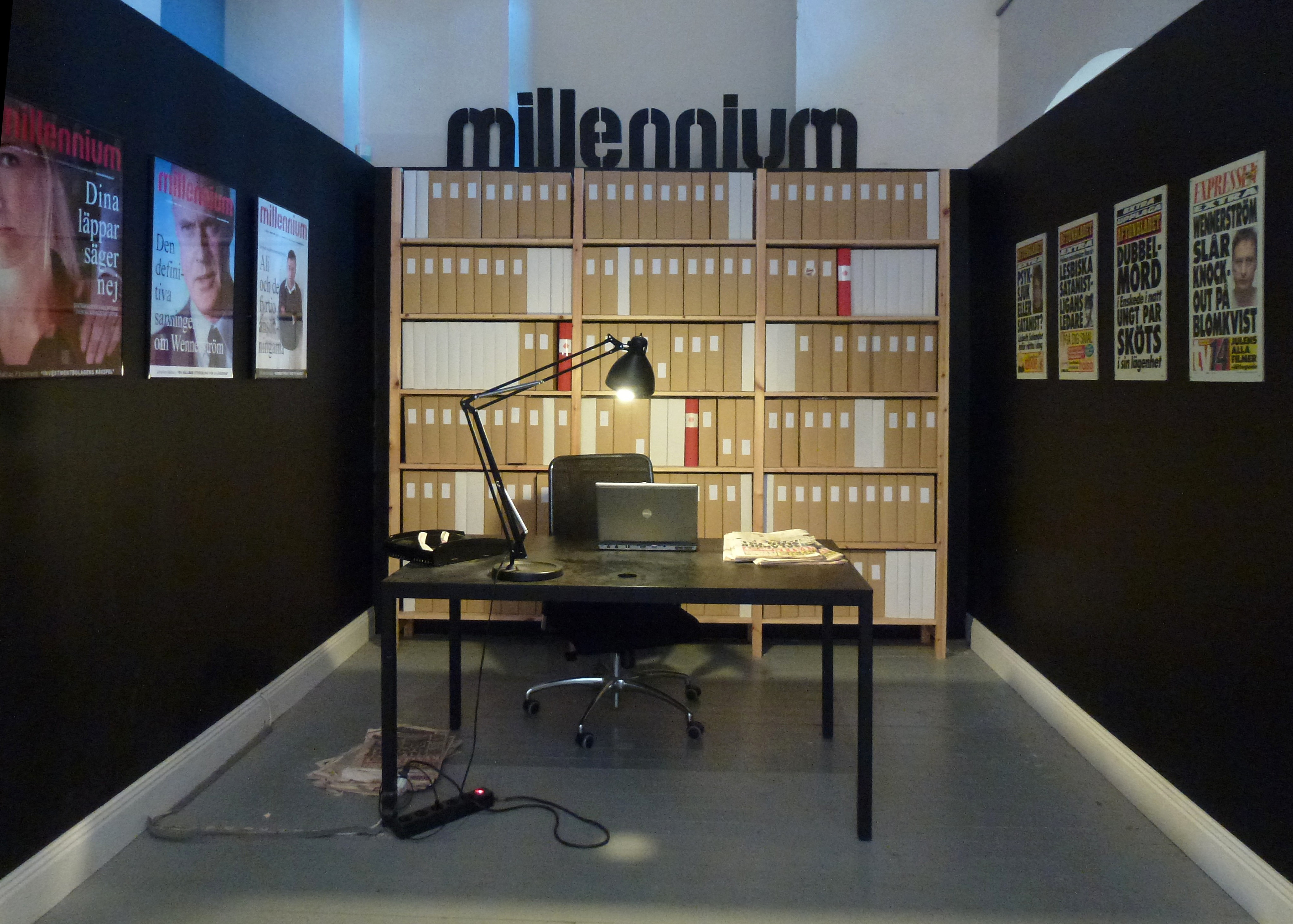
En utställning vid Stadsmuseet i Stockholm.

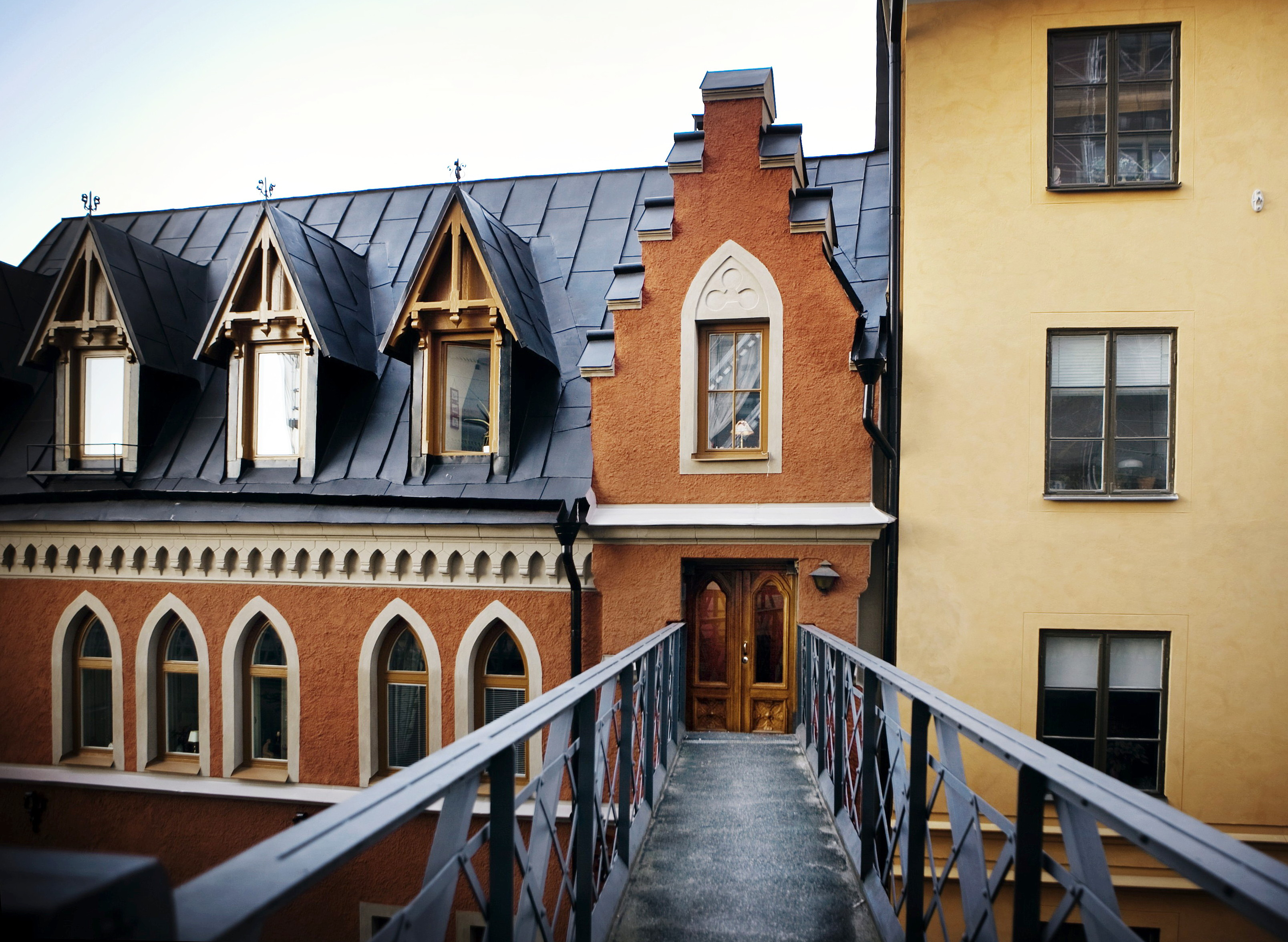
Bellmansgatan 1, romanfiguren Mikael Blomkvists vindslägenhet.

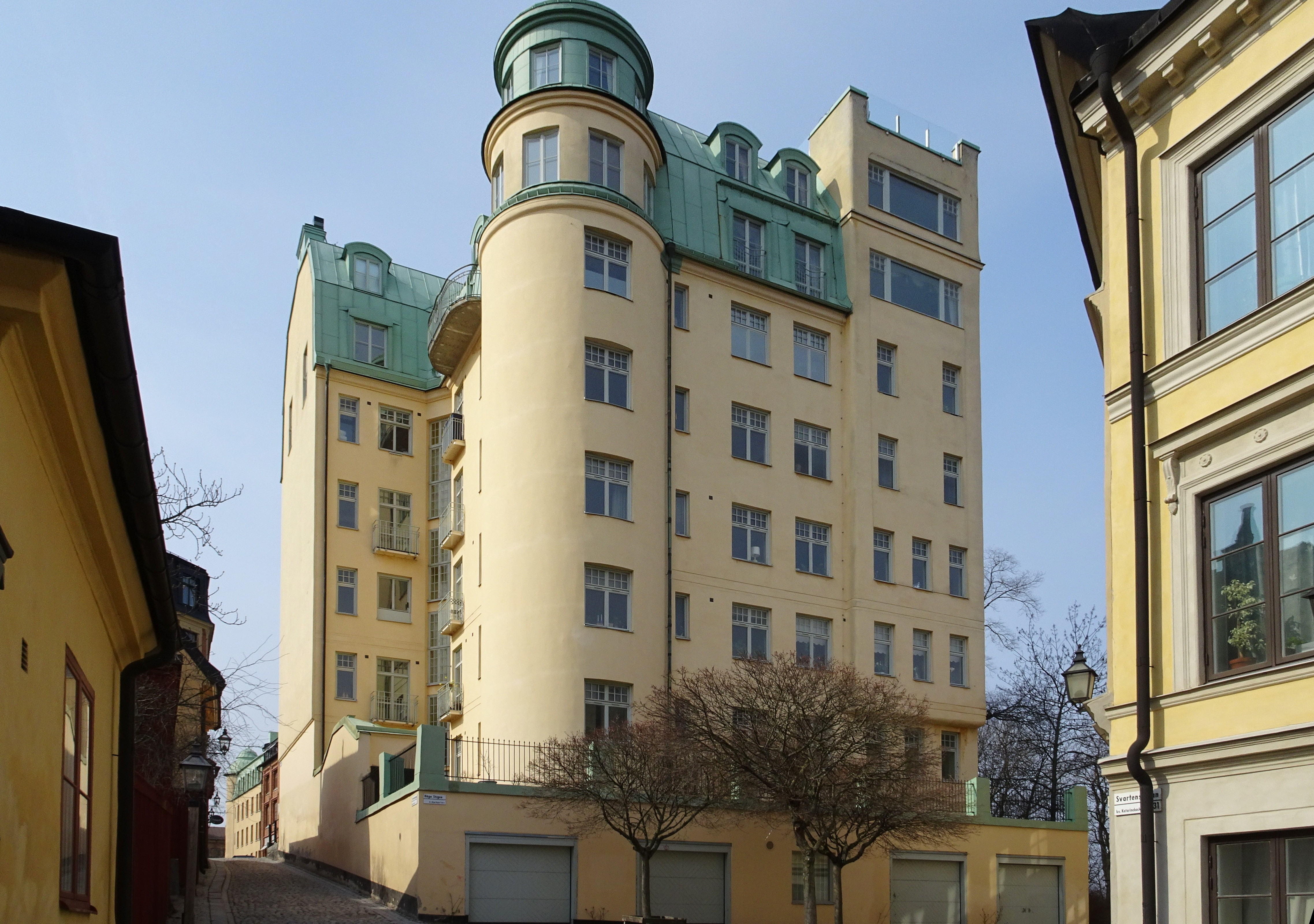
Fiskargatan 9, romanfiguren Lisbeth Salander äger en bostad högst upp.

Den första boken (Män som hatar kvinnor) gavs ut i augusti 2005, den andra (Flickan som lekte med elden) kom i juni 2006 och den tredje (Luftslottet som sprängdes) kom ut i maj 2007. Larsson inspirerades av sin brorsdotter när han skapade rollfiguren Lisbeth Salander. Även Pippi Långstrump är en förebild.
Böckerna är översatta till flera språk, bland annat till engelska, och har där titlarna The Girl with the Dragon Tattoo, The Girl Who Played with Fire och The Girl Who Kicked the Hornets' Nest. Översättningarnas kvalitet har kritiserats, och den amerikanske översättaren krävde att få verket publicerat under pseudonym eftersom han inte var nöjd med kvalitetsgranskningen av den slutliga versionen. I juni 2011 hade böckerna i Millennium tillsammans sålt i 60 miljoner exemplar i ett 50-tal länder.

### Män som hatar kvinnor (ursprungliga trilogin del 1)
Journalisten Mikael Blomkvist har blivit dömd för förtal och vill undslippa uppmärksamheten i Stockholm. Av industrimagnaten Henrik Vanger får han i uppdrag att skriva familjen Vangers släktkrönika men egentligen vill Vanger att han ska titta närmare på dennes brorsdotter Harriets märkliga försvinnande hösten 1966. Blomkvist lär också känna den geniala men omyndigförklarade Lisbeth Salander, expert på att ta sig in i datanätverk.
I Svenska Dagbladet menade Magnus Eriksson att "Det är en suveränt berättad historia och en fingerfärdigt konstruerad gåta. Det solida genrehantverket för tankarna till de stora svenska deckarförfattarna, som Vic Suneson, Jan Ekström och H.-K. Rönblom." I Hallands Nyheter ansåg Lena Kvist att "Det var länge sedan jag läste en så spännande och intelligent deckare."
Romanen vann Skandinaviska Kriminalsällskapets pris Glasnyckeln för bästa nordiska kriminalroman.

### Flickan som lekte med elden (ursprungliga trilogin del 2)
Romanen publicerades i juni 2006. Journalisten Mikael Blomkvist kontaktas av frilansjournalisten Dag Svensson som säger sig ha kartlagt den svenska sexhandeln, ett ämne som är intressant för Blomkvists tidskrift för grävande journalistik Millennium. Lisbeth Salander tar itu med advokat Nils Bjurman som är hennes förmyndare.
I Svenska Dagbladet ansåg Magnus Persson att "Allt som imponerade i debuten är intakt också i uppföljaren: den skickliga personskildringen, den vassa dialogen, samhällskritiken, humorn och den sanslöst spännande intrigen." I Göteborgs-Posten var Per Planhammar kritisk till romanen och ansåg att Larsson på flera olika sätt hade tagit sig vatten över huvudet, bland annat genom en rad stereotypa karaktärer.
Romanen utsågs av Svenska Deckarakademin till 2006 års bästa svenska kriminalroman med motiveringen: "en spännande, tempofylld thrillerskröna framförd med en alldeles egen berättarröst".

### Luftslottet som sprängdes (ursprungliga trilogin del 3)
Händelserna i den föregående boken har visat på förekomsten av en hemlig grupp inom Säpo som bildades under kalla kriget. Denna grupp står ytterst bakom de rättsövergrepp som Lisbeth Salander har utsatts för sedan 12-årsåldern för att skydda den sovjetiske storspionen Alexander Zalachenko, Salanders far.
I Svenska Dagbladet ansåg Magnus Persson att "Larssons romantrilogi överträffar det mesta inom genrens svenska variant i dag." och att Larssons böcker visade att det finns hopp för den svenska kriminalgenren. I Göteborgs-Posten liknade Ragnar Strömberg romanen vid John le Carrés spionthrillers och beklagade att trilogin inte fick en fortsättning.

### Det som inte dödar oss
I december 2013 tillkännagav Norstedts förlag att man gett författaren David Lagercrantz i uppdrag att skriva en fjärde del som fristående fortsättning till trilogin. Boken publicerades den 27 augusti 2015. Norstedts sade samtidigt att boken inte är baserad på Stieg Larssons (ofärdiga) manus till en fjärde bok och att förlaget aldrig haft tillgång till något sådant manus.
I samband med boklanseringen kritiserades Norstedts förlag för att stipulera villkor för de journalister som skulle intervjua författaren David Lagercrantz. Journalisterna fick till exempel inte läsa boken i förväg. En av förlagets företrädare menade att journalister inte behöver läsa en bok före en intervju. Hon föreslog att journalisterna istället skulle fråga om projektet var att ta över att skriva Millennium-serien, fråga om författaren eller fråga hur författaren hade förvaltat karaktärerna.
I boken möter vi åter Salander och Blomkvist, som hamnar mitt i aktuella frågor om nationell och internationell övervakning, mediekris och industrispionage. Blomkvist får ett tips om den tillbakadragne professorn Frans Balder och hans autistiske son August. Balder är en ledande forskare inom artificiell intelligens, vilket inte intresserar Blomkvist förrän han förstår att en hacker som stämmer in på Lisbeth Salanders profil har ett finger med i spelet, och att även NSA har hittat hennes profil. Dessutom återkommer Lisbeths tvillingsyster Camilla.
Lagercrantz utvecklar Stieg Larssons porträtt av såväl den stenhårda och iskalla Lisbeth Salander som den evigt engagerade Mikael Blomkvist till att få nya och mjukare, inte fullt så överdrivna karaktärsdrag.

### Mannen som sökte sin skugga
Den femte romanen i Millennium, och den andra av David Lagercrantz, utkom i september 2017 och har titeln Mannen som sökte sin skugga. Det avslöjades i förväg att Lisbeth Salander hamnar i fängelse.

### Hon som måste dö
Bokseriens sjätte bok, samt den tredje och sista som skrevs av Lagercrantz, släpptes den 22 augusti 2019.

### Havsörnens skrik
I november 2022 utkom Havsörnens skrik, den sjunde boken i serien. I historien, den första författad av Karin Smirnoff, far Lisbeth Salander och Mikael Blomkvist upp till släkten i Norrland.

### Lokattens klor
Lokattens klor är den åttonde delen i Millenniumserien, och den andra skriven av Smirnoff. Den släpptes i september 2024.

## Filmatiseringar

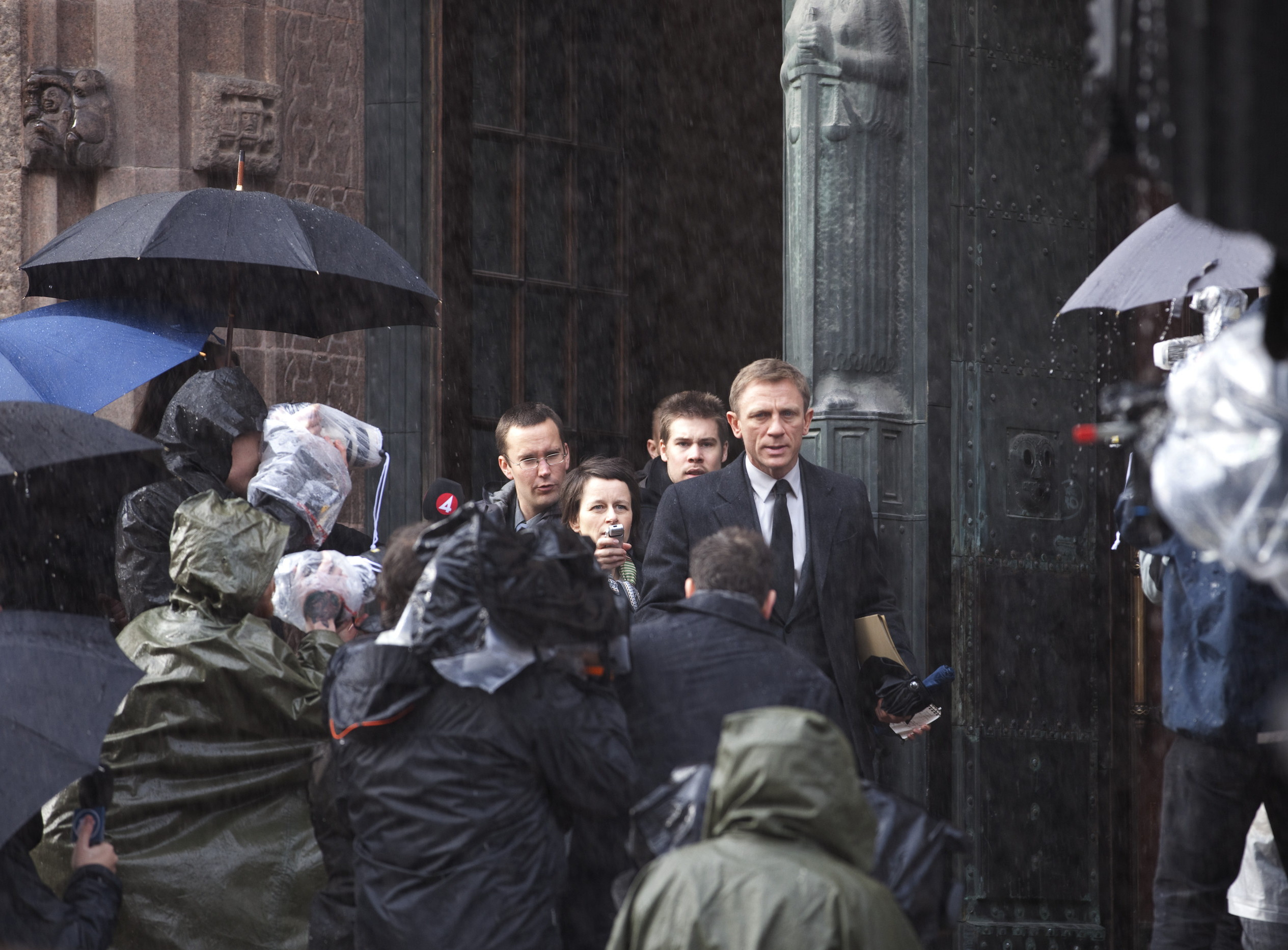
Scen med Daniel Craig från The Girl with the Dragon Tattoo. Filminspelning i "regn" på Rådhustrappan i Stockholm, 2011.

De tre romanerna filmatiserades från februari 2008 och ett år framåt. Enligt en ursprunglig plan skulle den första romanen ha blivit en långfilm och två TV-avsnitt på 90 minuter. De andra två böckerna skulle enbart spelas in för SVT. Senare kom beskedet att man i stället skulle göra långfilmer av alla tre böckerna. Michael Nyqvist spelar rollen som Mikael Blomkvist och Noomi Rapace spelar Lisbeth Salander. De tre filmerna hade biopremiär 27 februari, 18 september och 27 november 2009. Under mars-april 2010 sändes filmerna som TV-serie i SVT1.
Varje film var då uppdelad i två delar på 90 minuter vardera. TV-serien är mer fördjupad och innehåller flera scener som klipptes bort till biofilmerna, vilket gör att filmerna är cirka 110 minuter kortare än TV-serien. I slutet av juni 2010 hade den första filmen, Män som hatar kvinnor, spelat in över 800 miljoner kronor världen över.
Den 21 december 2011 hade en amerikansk nyinspelning av Män som hatar kvinnor premiär i Sverige. Den går under namnet The Girl with the Dragon Tattoo och i huvudrollerna återfinns Daniel Craig och Rooney Mara.
Under 2018 kom en amerikansk uppföljare till filmen med namnet The Girl in the Spider's Web. Filmen är baserad på bok nummer 4 i serien, Det som inte dödar oss.

### Biofilmer
- 2009 – Män som hatar kvinnor
- 2009 – Flickan som lekte med elden
- 2009 – Luftslottet som sprängdes
- 2011 – The Girl with the Dragon Tattoo
- 2018 – The Girl in the Spider's Web

### TV-serier
- Millennium (2010)